# Plagodis reticulata
Plagodis reticulata là một loài bướm đêm trong họ Geometridae.

## Hình ảnh

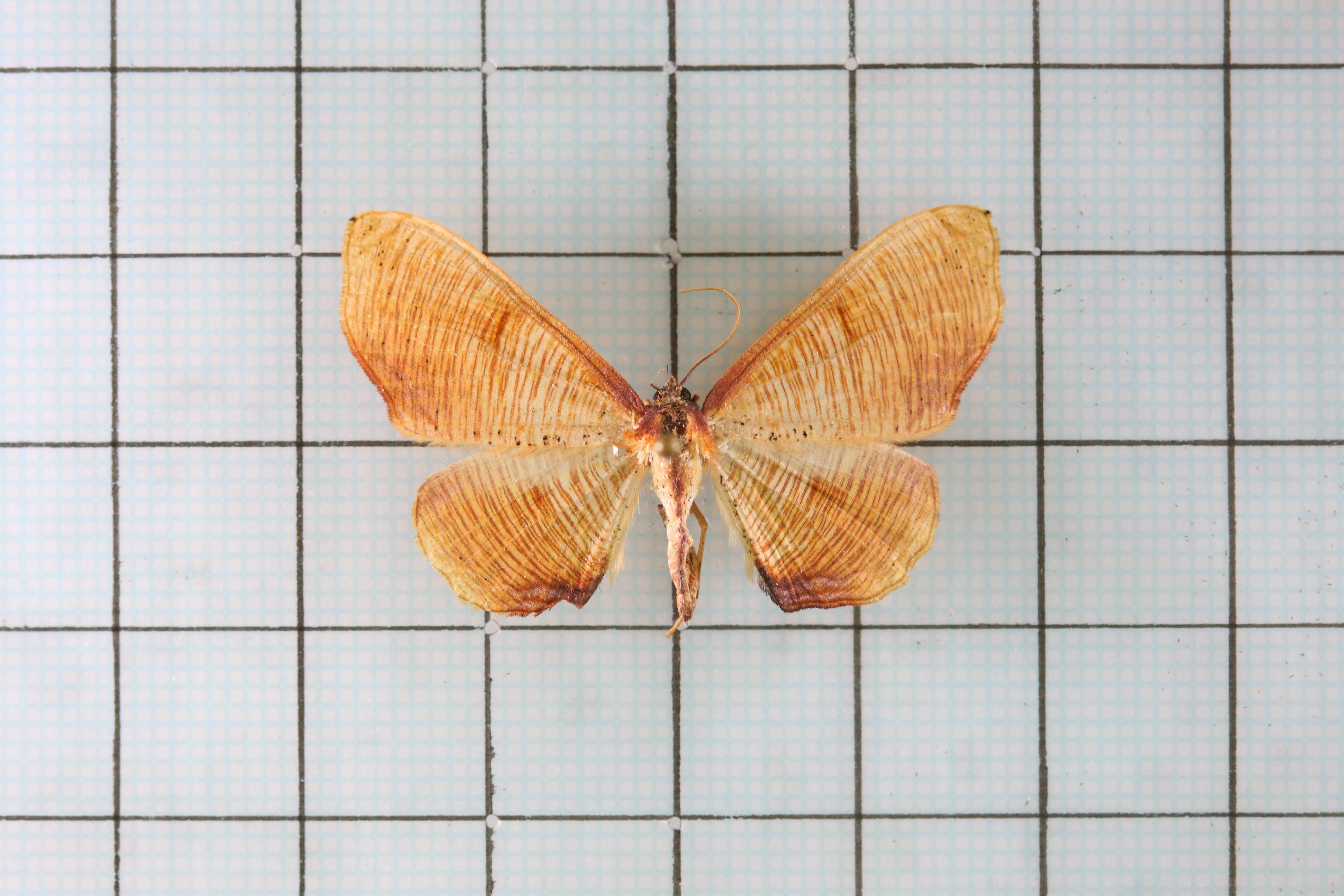